# Atmonauti
Atmonauti (également qualifié parfois de saut « dans l'angle ») est un terme de parachutisme désignant un type de saut de Free Fly. Les participants de ce type de saut ont un angle de vol important (entre 30 et 60 degrés).

## Histoire
La technique atmonauti fut présentée en 1998 par l'italien Marco Tiezzi dans diverses compétitions de freestyle dont le prestigieux European Espace Boogie et le Eloy FreeFly Festival. Dans toutes les disciplines du parachutisme, traditionnellement, les mouvements se faisaient dans la trajectoire verticale de la force de gravité et le terme "voler" était utilisé à tort pour définir le contrôle de la chute verticale dans les différentes positions. La technique du vol atmonauti a introduit la possibilité pour l'homme de voler au sens propre du terme grâce à la portance, phénomène physique typique du vol, et permet également à plusieurs personnes de synchroniser entre elles les différentes vitesses et sinon trajectoires individuelles.
Le terme « atmonauti », créé à son tour par l'inventeur de la technique elle-même, signifie « navigateurs (nauti) de l'atmosphère (atmo) », en analogie avec le terme « astronautes » qui signifie « navigateurs de l'espace ». Linguistiquement, le terme est passé par métonymie du « navigateur » à la technique elle-même.
En 2001 la technique atmonauti fut perfectionné en l'affinant : la descente se fait aussi les pieds en avant et légèrement plus bas que le bassin au lieu de la tête en avant, en décubitus dorsal.
Depuis 2002, la technique du tandem a également été introduite, et la même année, les techniques astronauti sont devenus l'une des six techniques d'orientation de base approuvées par la FAI. Le mouvement horizontal effectué se situe entre une « Piste » et un « Troupeau », mais est fermé à 45°.